# المركاض (دبي)
المركاض هو حي يقع في إمارة دبي في الإمارات العربية المتحدة وبلغ عدد سكانه 8019 نسمة سنة 2023 بكثافة سكانية تعادل 774 فرد/كم² بحسب بيانات مركز دبي للإحصاء. تقع منطقة المركاض غرب دبي في منطقة بر دبي، ويحدها من الشمال منطقة زعبيل والخليج التجاري، ومن الجنوب منطقة ند الشبا وحي القوز، ومن الشرق منطقة بو كدرة. ويحدها من الشمال طريق E 44 (طريق الخيل) ومن الجنوب طريق D 69 (طريق مسقط).
تشتهر منطقة المركاض في المقام الأول بمضمار سباق الهجن، وهي ليست مجمعًا سكنيًا. يقع مضمار ند الشبا على بعد حوالي 2.7 كم جنوب غرب المركاض.